# 勞里冰川
勞里冰川（英語：Lawrie Glacier）是南極洲的冰川，位於葛拉漢海岸，最終注入巴里拉里灣，由英國探險隊繪入地圖，由英國南極名稱諮詢委員會命名，現時由南極條約體系管理。

## 外部連結
- Australian Antarctic Data Centre entry （页面存档备份，存于）

66°4′S 64°36′W / 66.067°S 64.600°W